# Nowy cmentarz żydowski w Mikołowie
Nowy cmentarz żydowski w Mikołowie – został założony prawdopodobnie w XVIII wieku i zajmuje powierzchnię 0,5 ha (według innych informacji 1 ha) na skrzyżowaniu ulic Starej Drogi i Konstytucji 3 Maja. 
Najstarszy zachowany nagrobek pochodzi z pochodzi z 1726 roku i należy do Chaima syna Judy Lejba. W 1828 roku cmentarz powiększono. Chowano tutaj Żydów mikołowskich oraz wyznawców judaizmu z okolic, m.in. z Pszczyny i Żor. W okresie międzywojennym przy wejściu stał dom przedpogrzebowy, a teren otoczony był murem ceglano-kamiennym.
Drugą wojnę światową nekropolia przetrwała praktycznie bez zniszczeń, ale w styczniu 1945 roku stała się świadkiem tzw. Marszu śmierci z KL Auschwitz-Birkenau. Więźniowie, zmarli z wycieńczenia lub zabici przez strażników, zostali pochowani na cmentarzu (jest duża rozbieżność - od 50 do około 160 osób); niedługo potem Niemcy pod wschodnią ścianą cmentarza rozstrzelali 14 więźniów, być może członków ruchu oporu, przywiezionych z Katowic. Ich zwłoki także pochowano na żydowskim cmentarzu.
Po wojnie cmentarz został zamknięty i zaczął niszczeć - kradziono płyty nagrobne, przewracano i łamano macewy. Wiele nagrobków mogło posłużyć jako materiał do pobliskiego zakładu kamieniarskiego, inne okradziono ze szlachetnych kamieni. Dzieła zniszczenia miała pogłębiać obecność rodziny romskiej, mieszkającej w dawnym domu grabarza, do której wielokrotnie zjeżdżały się liczni krewni, urządzając uroczystości na terenie cmentarza.
W latach 50. XX wieku z części dawnej nekropolii wydzielono fragment i umieszczono tam pamiątkowy pomnik ofiar "Marszów śmierci" i tylko ta część cmentarza nie była zaniedbana.
W 1973 roku cmentarz wpisano do rejestru zabytków, jednak nie zapobiegło to dalszej degradacji, potęgowanej przez kwaśne deszcze. W 1982 rozebrano zniszczony mur, który po kilku latach zastąpiony metalowym ogrodzeniem. W 1988 został w końcu uporządkowany.

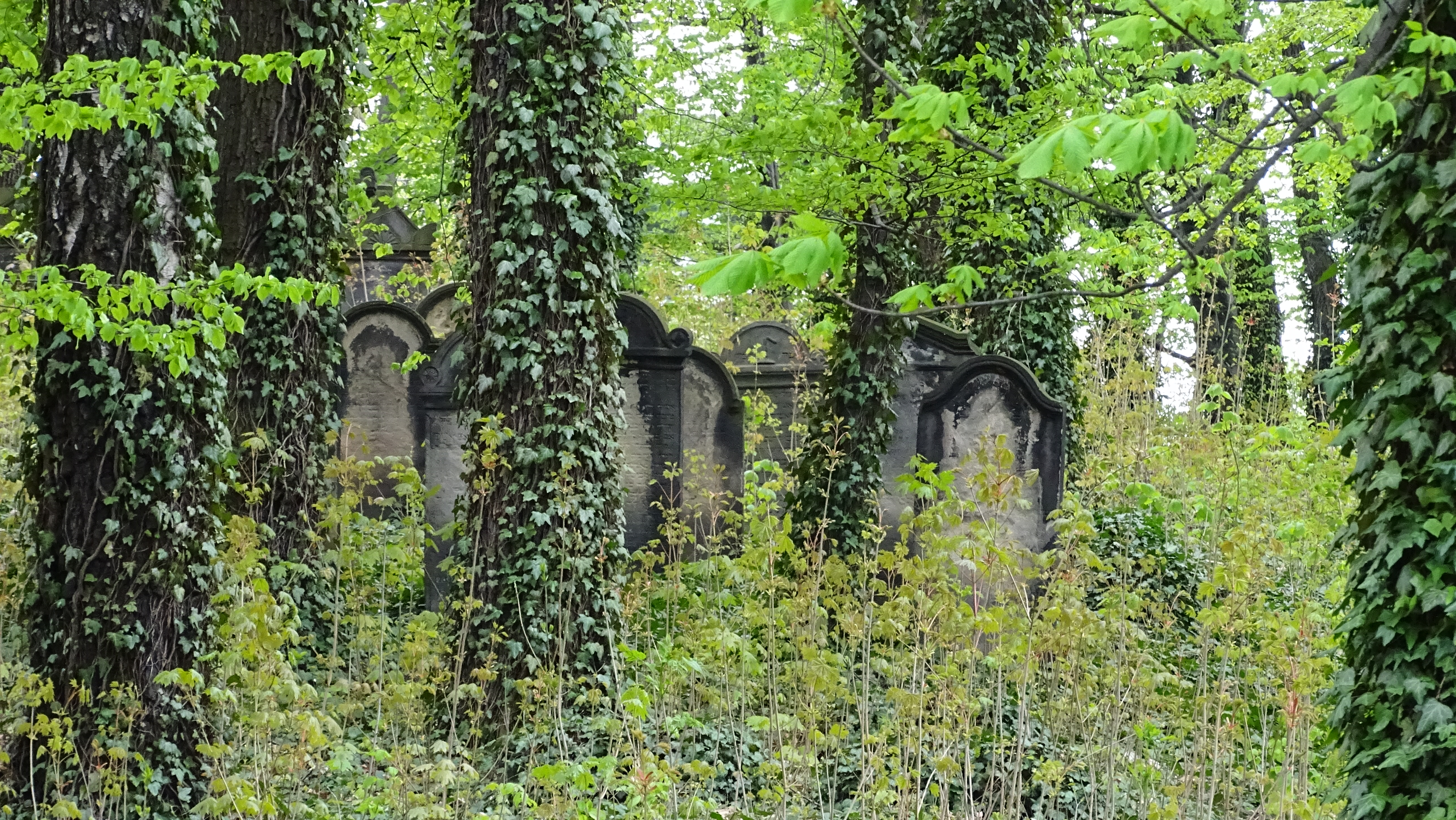
Nagrobki - macewy na Nowym Cmentarzu Żydowskim w Mikołowie

Obecnie zachowało się ponad trzysta nagrobków. Inskrypcje są w języku hebrajskim i niemieckim. Obecnie brak możliwości jego oficjalnego zwiedzania, gdyż w ogrodzeniu nie ma żadnej furtki.